# Santuario di Sant'Antonio di Padova (Milano)
(dedica in facciata)
Il santuario di Sant'Antonio di Padova è una chiesa di Milano, affidata all'Ordine dei Frati Minori. È situato in via Carlo Farini, non lontano dal Cimitero Monumentale e dalla Stazione di Milano Porta Garibaldi.

## Storia
Nel 1872 venne costruito poco fuori Porta Tenaglia l'Ospizio di Terra Santa retto dai Frati Minori, con annessi convento e  cappella dedicata all'Immacolata Concezione, costruita tra il 1875 e il 1876. Nel 1898, il convento, nel frattempo era stato ampliato ed era diventato sede della curia della neonata provincia dei Frati Minori (ruolo che mantenne fino al 1954), si decise di costruire una nuova e più grande chiesa.
Il progetto dell'edificio sacro, che sarebbe stato dedicato a Sant'Antonio di Padova, fu affidato all'architetto milanese Paolo Cesa Bianchi, e la sua costruzione si protrasse per quattro anni, fino al 1902. Il 12 giugno 1902, vigilia della festa di Sant'Antonio di Padova, il cardinale Andrea Ferrari, arcivescovo di Milano, ne compiva la solenne consacrazione . 
Tra il 1932 e il 1937 la chiesa venne ampliata con la costruzione delle navate e delle cappelle laterali e del campanile su progetto di Ugo Zanchetta. Il santuario fu elevato alla dignità di basilica minore il 18 luglio 1937 da papa Pio XI e divenne sede parrocchiale il 5 febbraio 1957 per volere dell'arcivescovo di Milano Giovanni Battista Montini. Nel 1971 l'area presbiterale è stata pesantemente modificata con l'installazione dei nuovi altare maggiore e ambone su progetto di Giovanni Muzio. Lo stesso architetto, nel 1965, aveva progettato il nuovo oratorio, annesso al convento. La chiesa è stata interessata da una serie di restauri conservativi sia all'interno che all'esterno tra il 1995 e il 2001.

## Descrizione

### Esterno
La chiesa di Sant'Antonio di Padova sorge alla confluenza di Via Pietro Maroncelli in Via Carlo Farini. Essa è preceduta da un piccolo slargo triangolare con un'aiuola alberata al centro della quale si trova una fontana decorata da una statua in bronzo raffigurante Sant'Antonio di Padova che predica ai pesci, opera dello scultore Giuseppe Maretto. La statua fu collocata nel 1932 in occasione del VII centenario antoniano su iniziativa del Circolo di coltura francescana e reca sul piedistallo la firma dello scultore: "Giuseppe Maretto 1932 X"
La facciata della chiesa è in stile neobarocco, ispirata a quelle sette-ottocentesche milanesi. Il prospetto è diviso in due fasce sovrapposte da un alto cornicione decorato con metope e triglifi. Nell'ordine inferiore si aprono i tre portali, chiusi da battenti lignei; mentre i due laterali sono sormontati da un timpano semicircolare, quello centrale, invece, è sovrastato da una lunetta con una decorazione a bassorilievo raffigurante Tiara e chiavi e recante la dicitura Basilica Minore Romana. Il portale è preceduto da un protiro poco sporgente, sostenuto da due colonne tuscaniche in marmo rosso e coronato da una balaustra. L'ordine superiore presenta tre monofore con arco a tutto sesto, con quella centrale inserita all'interno di una serliana ionica. La facciata termina con un frontone scolpito a bassorilievo raffigurante, al centro, Sant'Antonio di Padova col Bambino.
Lungo il fianco sinistro della chiesa si eleva la torre campanaria, alta 55 metri e sormontata da una statua di Sant'Antonio con in braccio Gesù Bambino, alta 5 m. Essa è in stile liberty, con paramento murario in mattoncini rossi alternati ad intonaco chiaro ed è decorato con lo stemma dell'ordine dei Frati Minori. La cella campanaria è a pianta circolare, a differenza della base della torre che invece è a pianta quadrata, ed ospita cinque campane in Do3 maggiore calante. Sulla sommità si trova una statua in ghisa raffigurante Sant'Antonio di Padova col Bambino.

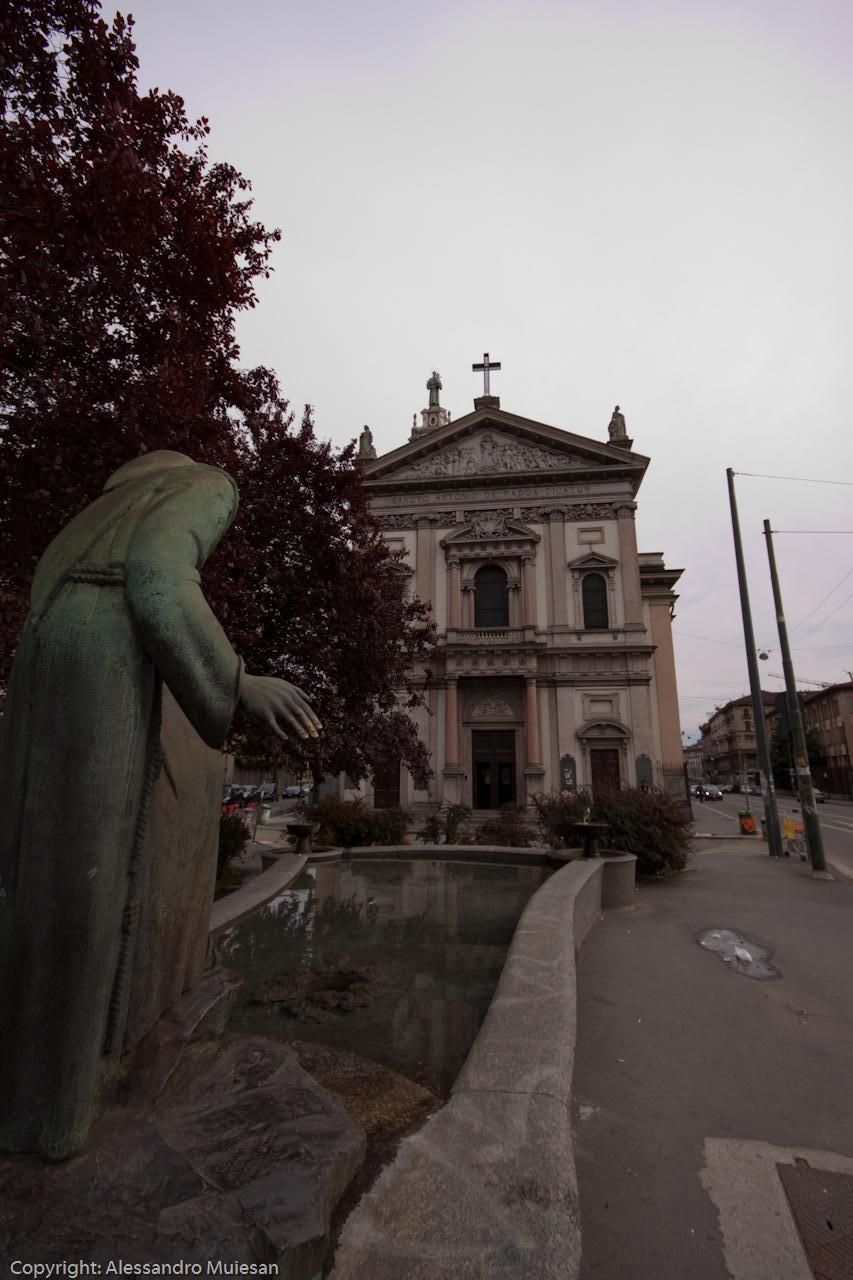
La chiesa e la fontana con San Francesco
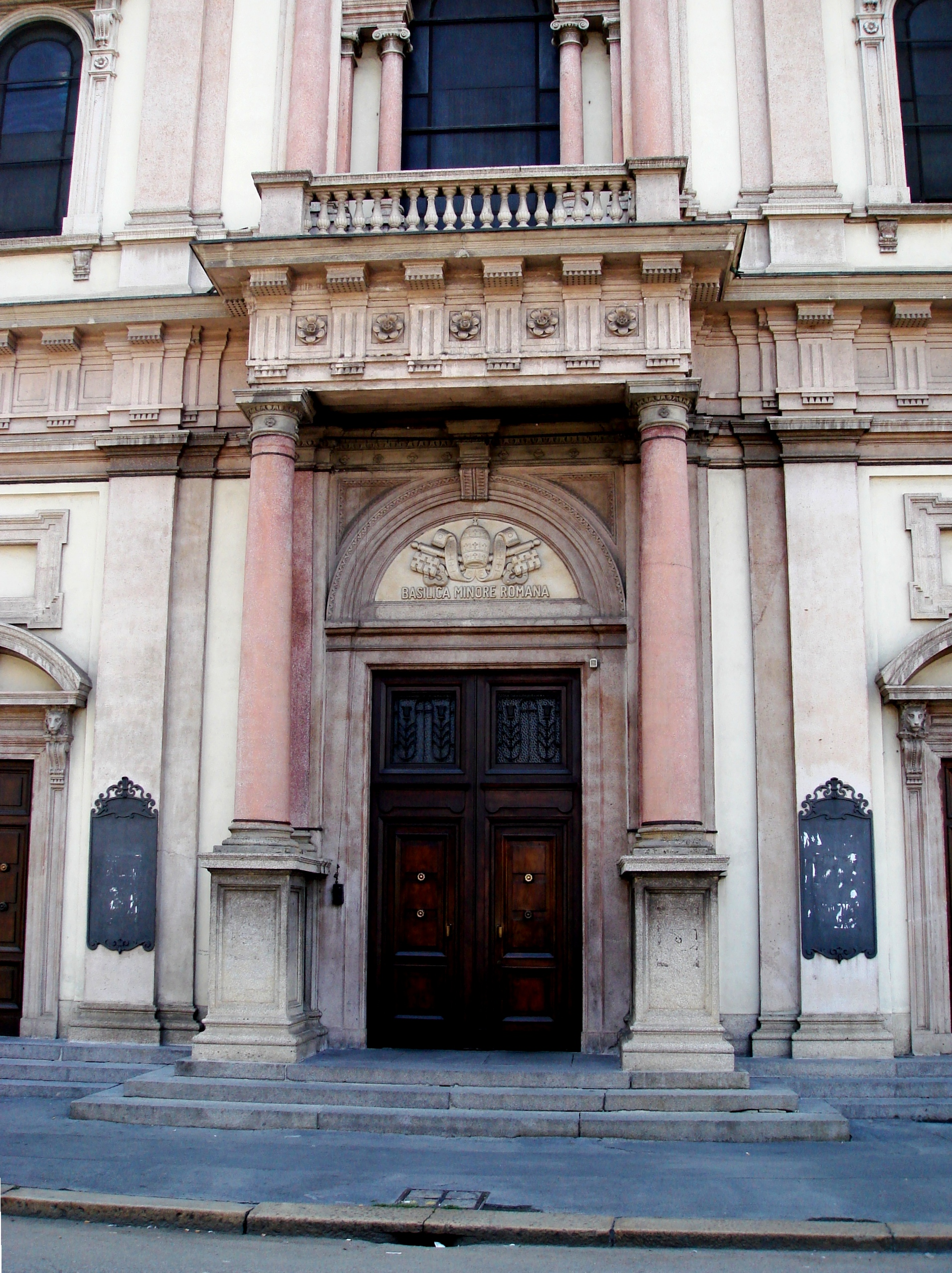
Il portale centrale
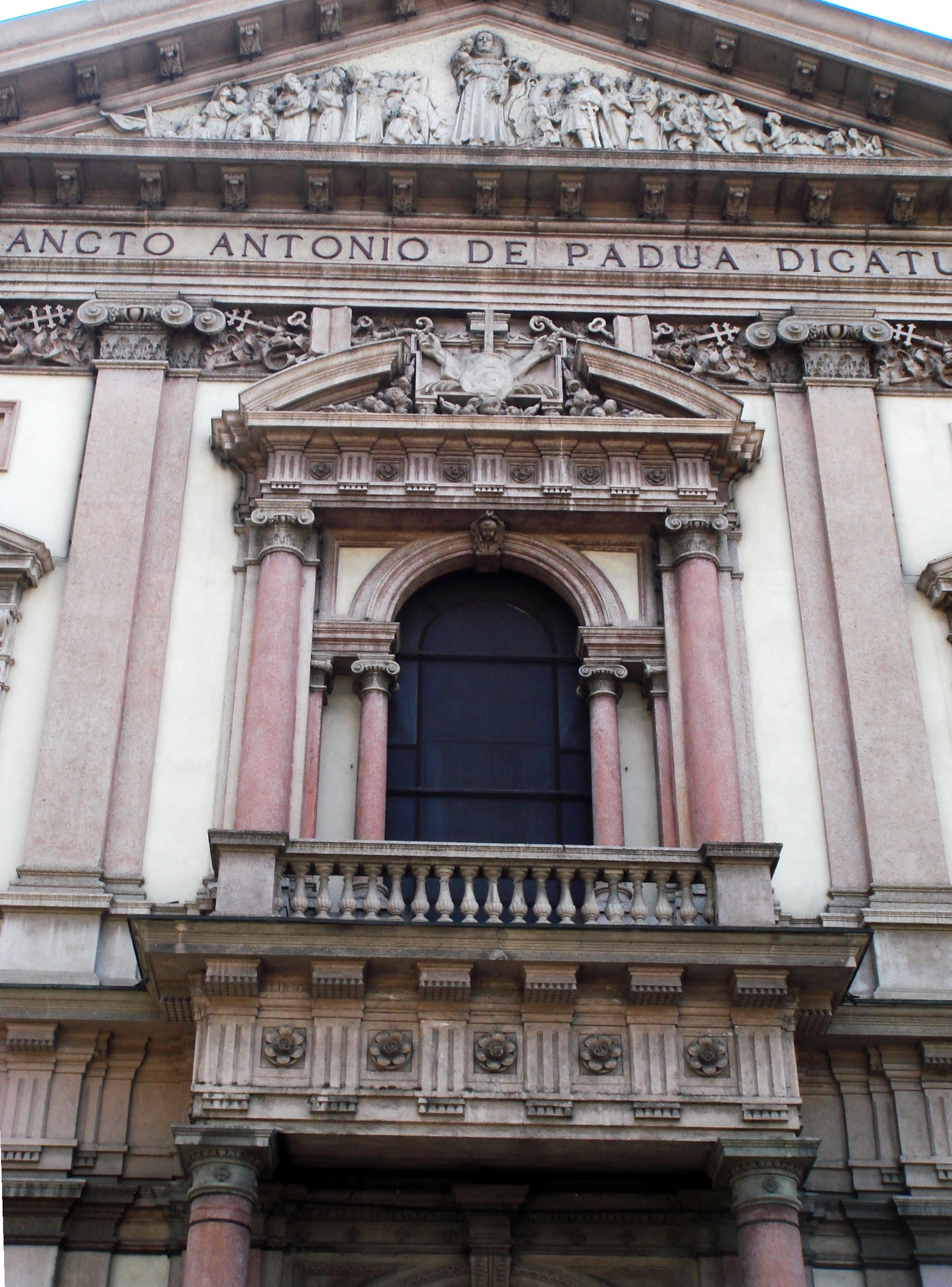
La finestra a serliana
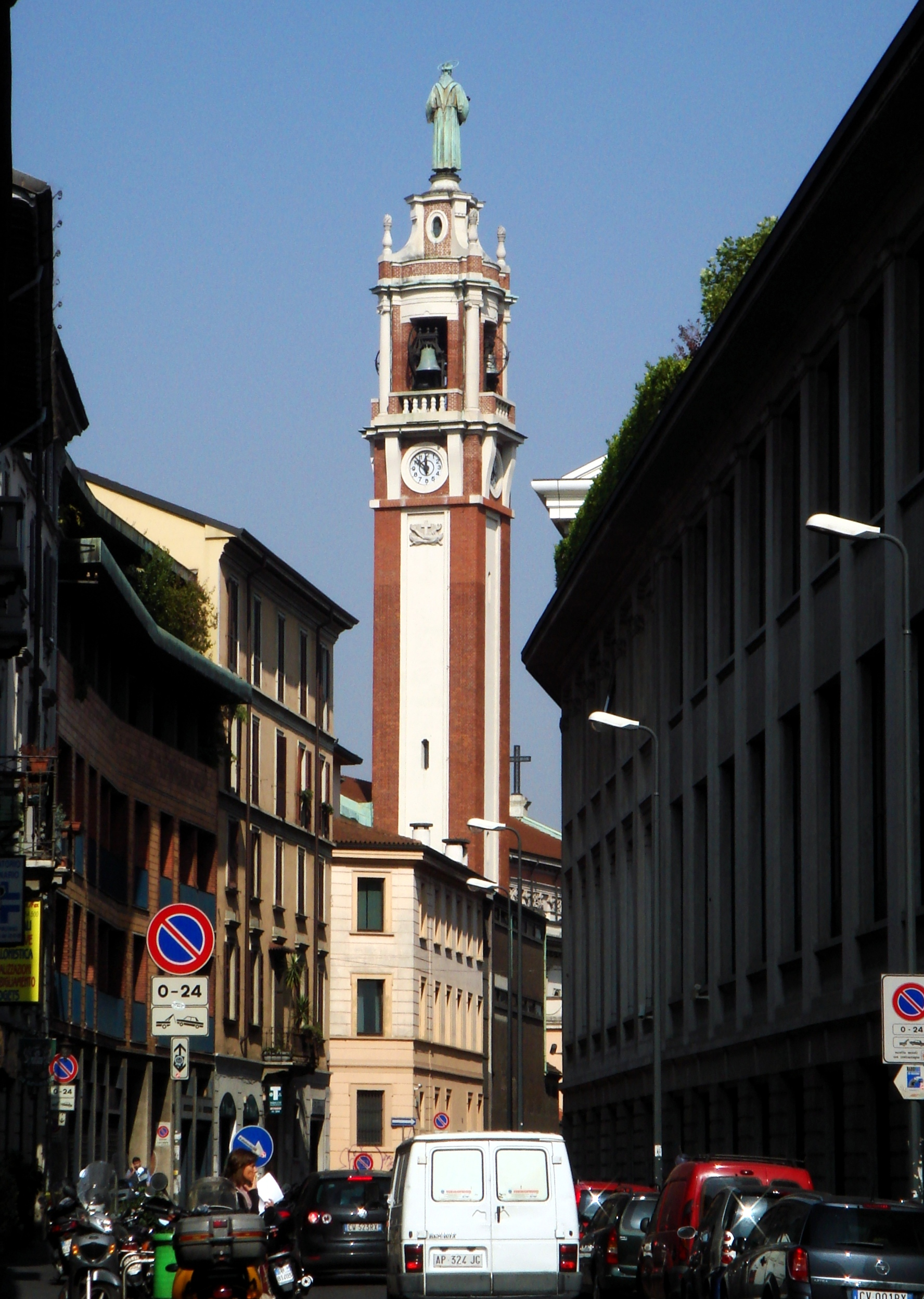
Il campanile
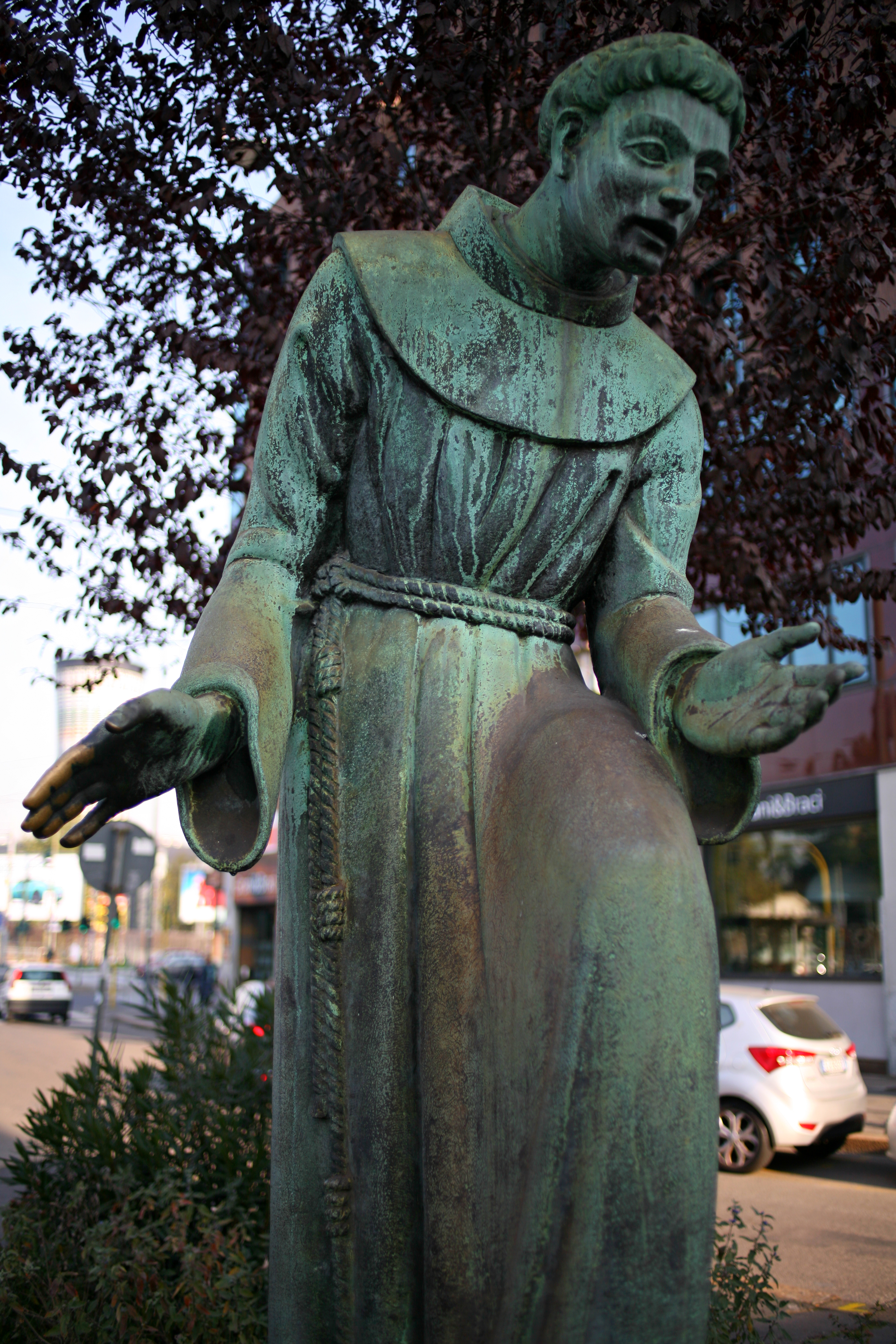
La statua in bronzo opera del Maretto (1932)
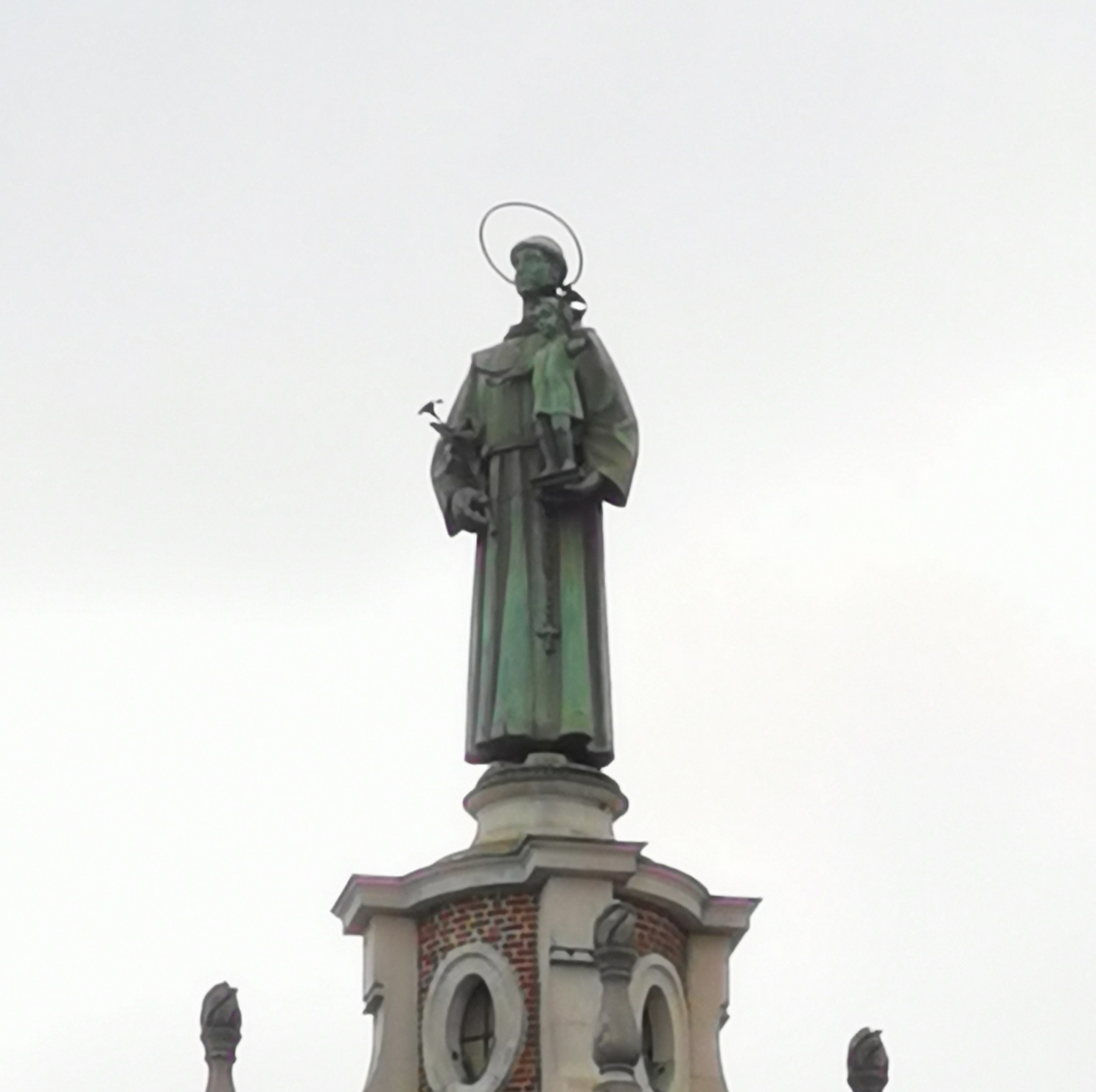
Statua in cima al campanile

### Interno

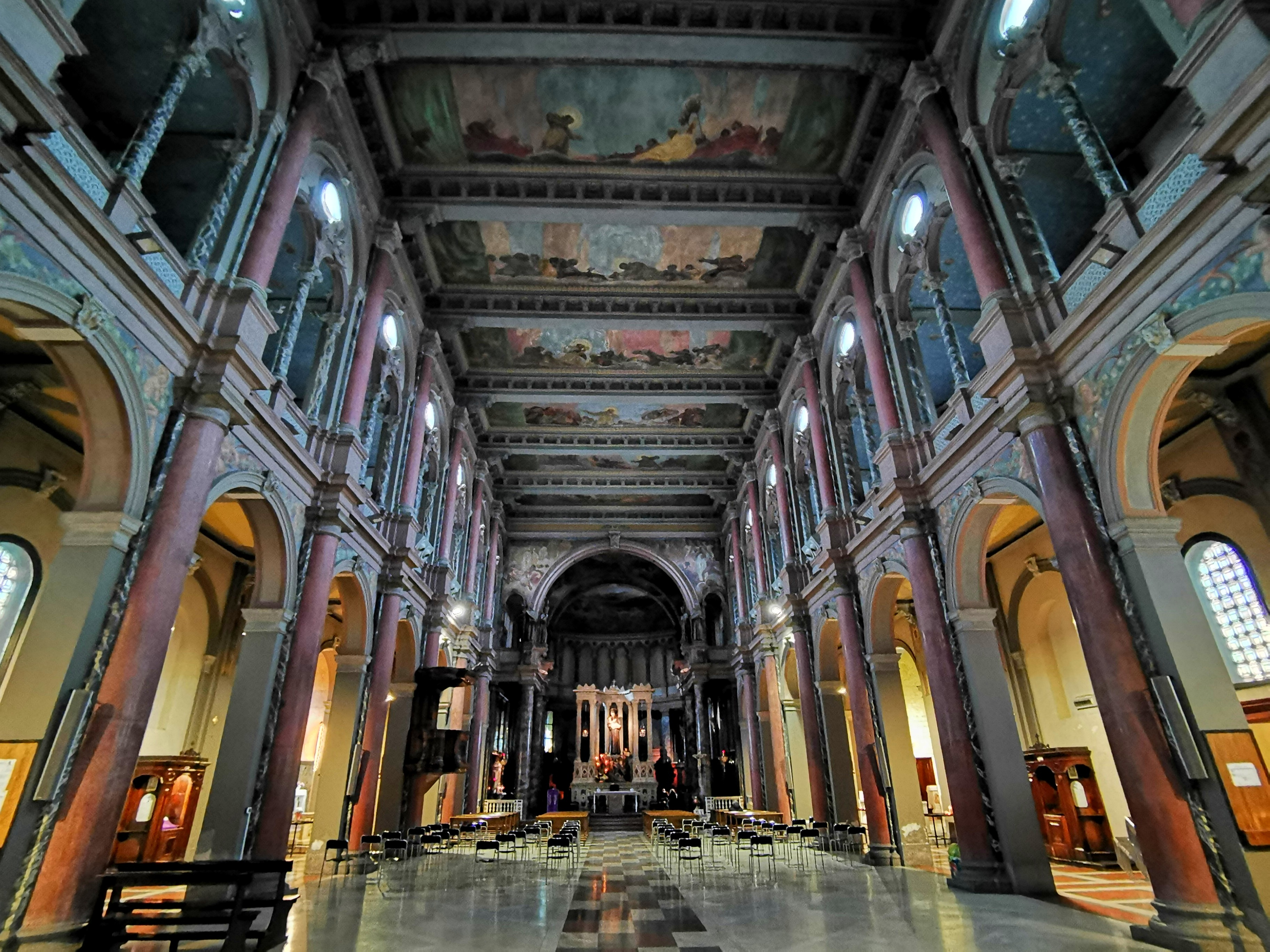
Interno

L'interno della chiesa è in un particolare stile eclettico, ispirata al neoclassico con elementi neorinascimentali e neobarocchi.
La struttura è a tre navate con un'unica profonda abside semicircolare e senza transetto. La navata centrale è coperta con soffitto piano dipinto con Scene della vita di Sant'Antonio di Attilio Andreoli, è divisa in otto campate da travi sorrette da semicolonne, ed è separata dalle navate laterali tramite archi a tutto sesto poggianti su pilastri. Al di sopra delle navatelle, si trova un matroneo che dà sulla navata mediana con delle bifore con colonne composite. Tra la quinta e la sesta campata della navata centrale, sulla sinistra, si trova il pulpito ligneo scolpito.
Lungo ciascuna delle due navate laterali, si aprono tre cappelle in corrispondenza delle campate quinta, sesta e settima. Le cappelle di destra, dall'ingresso, sono dedicate a San Giuseppe, a San Francesco d'Assisi e al Sacro Cuore di Gesù; quelle di sinistra, invece, a Gesù Crocifisso, a Santa Chiara d'Assisi e alla Madonna. Ai piedi dell'altare della cappella dedicata a Sant'Antonio giacciono i resti venerati dei vescovi di Mogadiscio Bernardino Bigi, Fulgenzio Lazzati e Salvatore Colombo, martire della carità ucciso in Somalia il 9 luglio 1989.
La navata centrale termina con l'abside, preceduta da un sottarco con volta sostenuta da due loggette con archi a tutto sesto decorate con statue di otto santi francescani e sostenute da colonne tuscaniche. Al di sotto di esso si trova il presbiterio, rialzato di alcuni gradini, con al centro, alle spalle del moderno altare maggiore (realizzato nel 1971 su disegno di Giovanni Muzio), entro un'edicola marmorea neoclassica, una statua policroma raffigurante Sant'Antonio di Padova con Gesù Bambino. L'abside semicircolare ospita gli stalli lignei del coro dei frati al di sopra del quale si trova l'organo a canne; il catino è affrescato con la Gloria di Sant'Antonio.

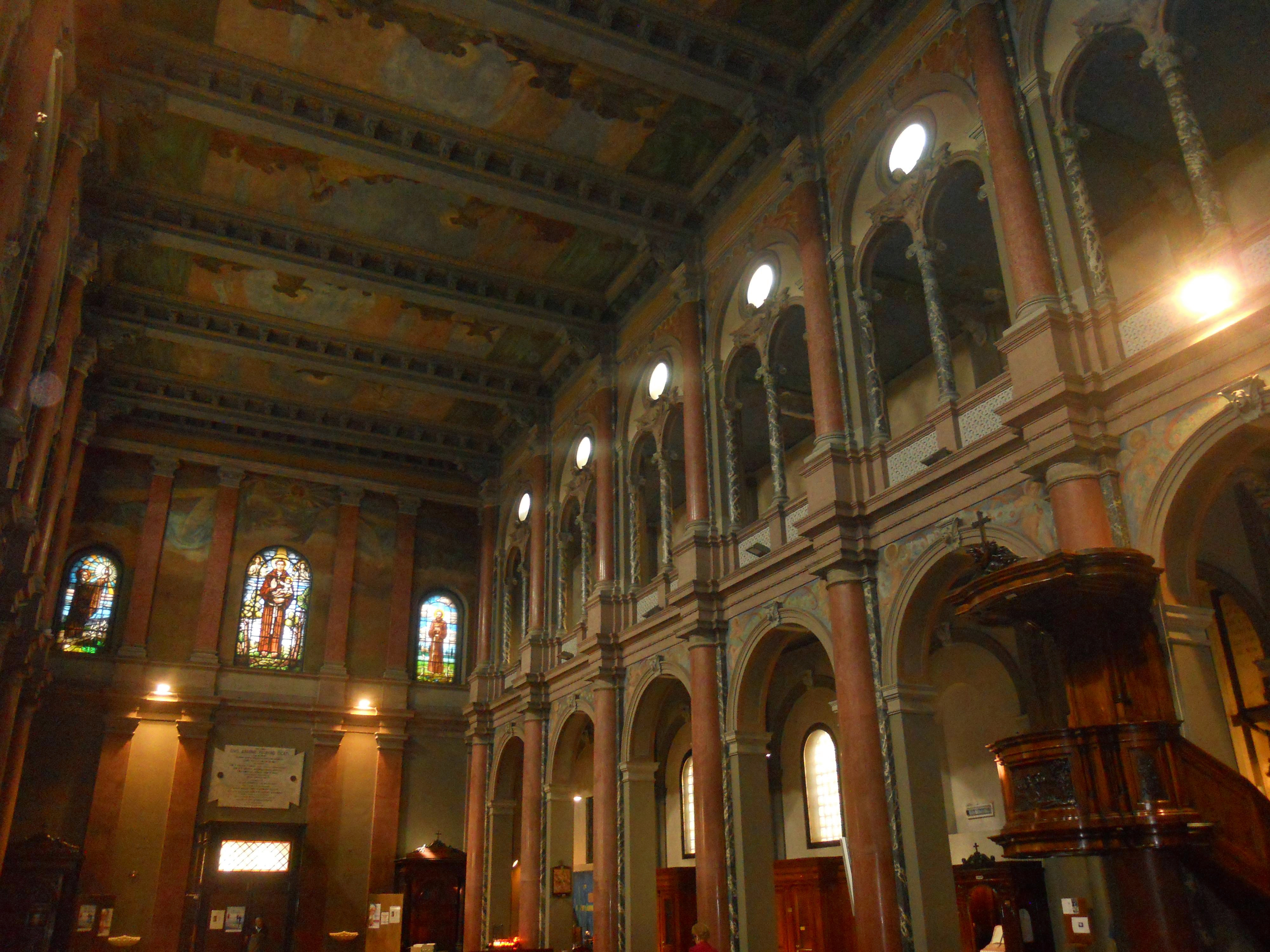
Interno verso la controfacciata
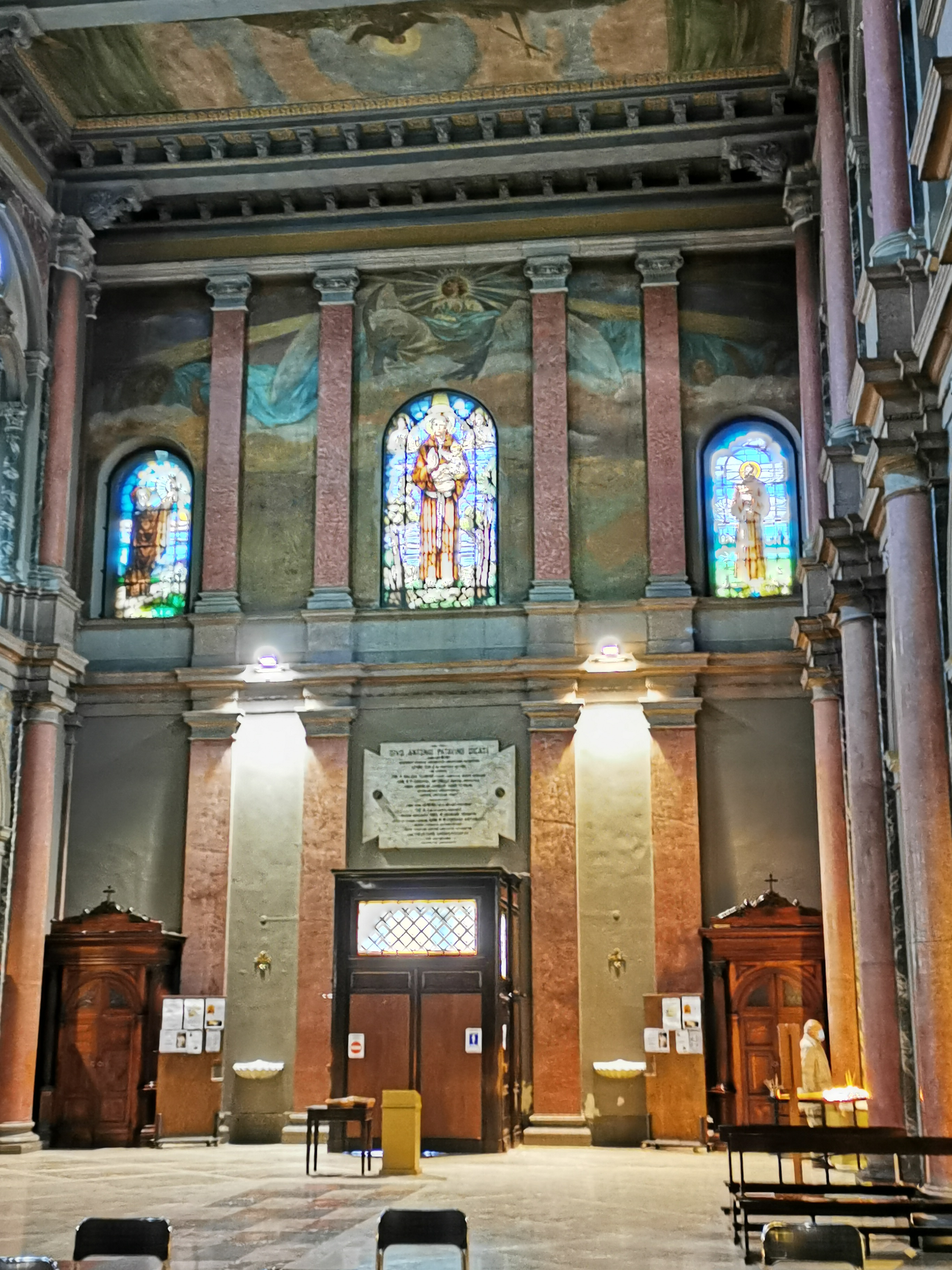
Controfacciata
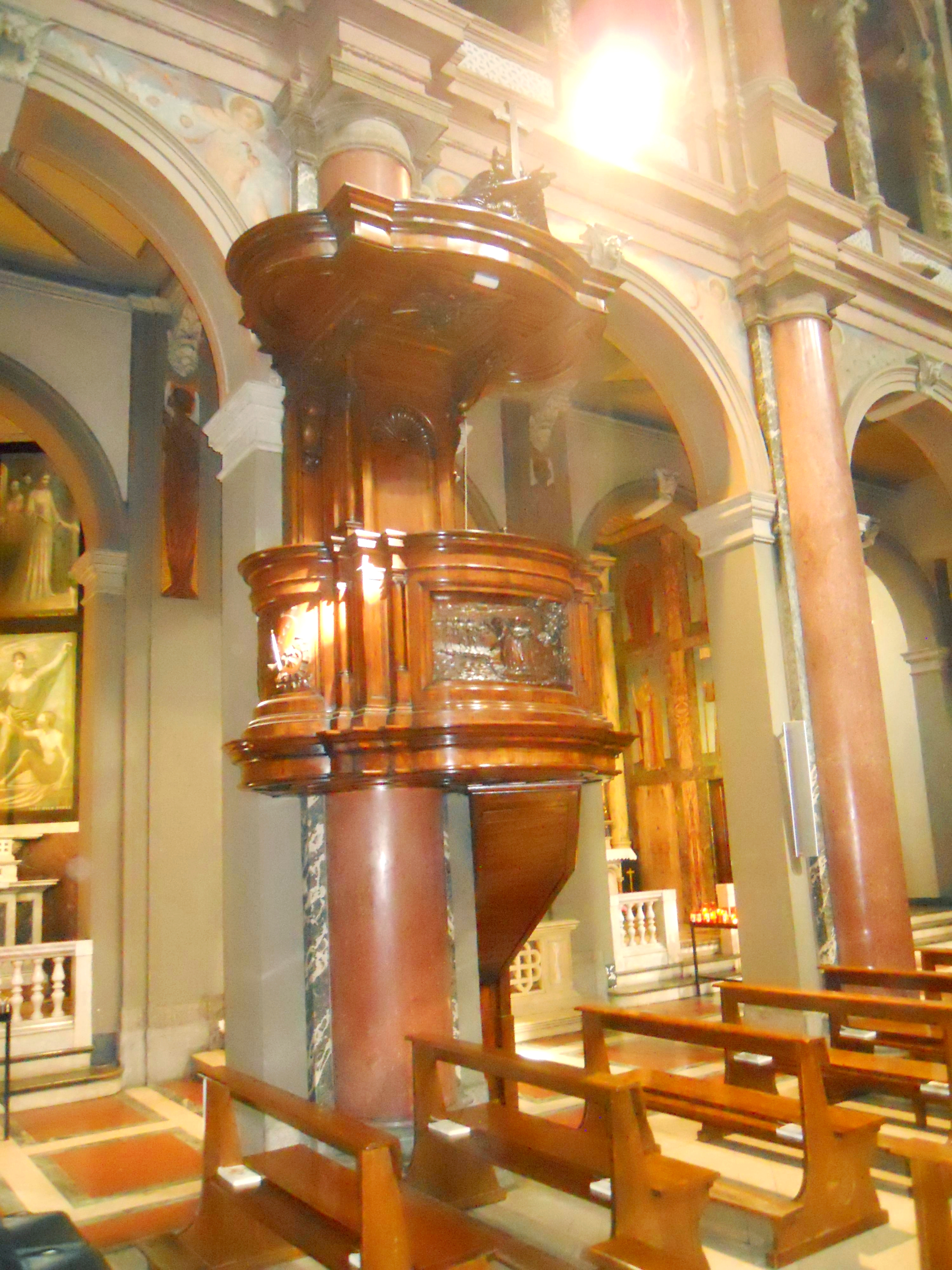
Il pulpito
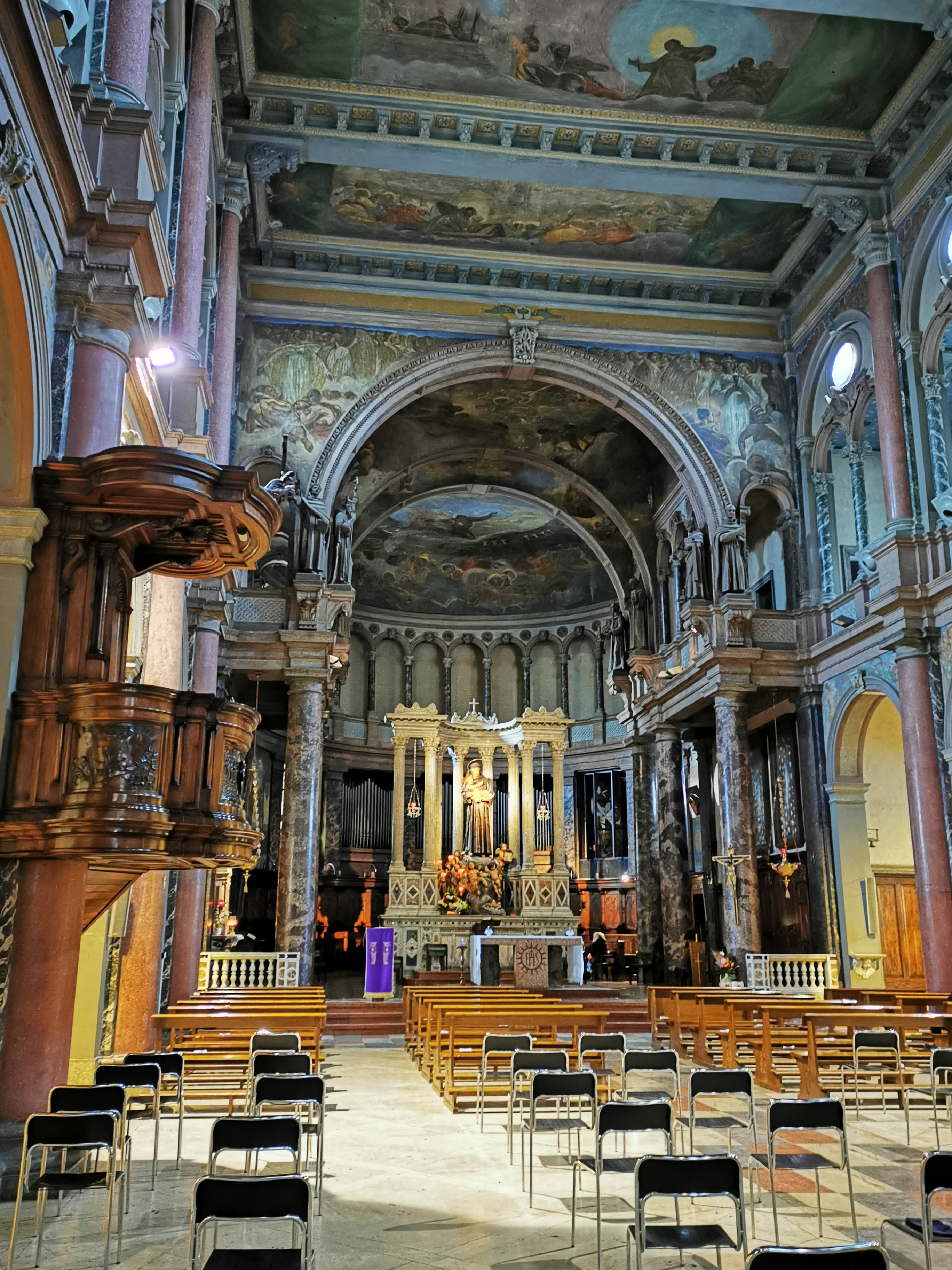
Altare
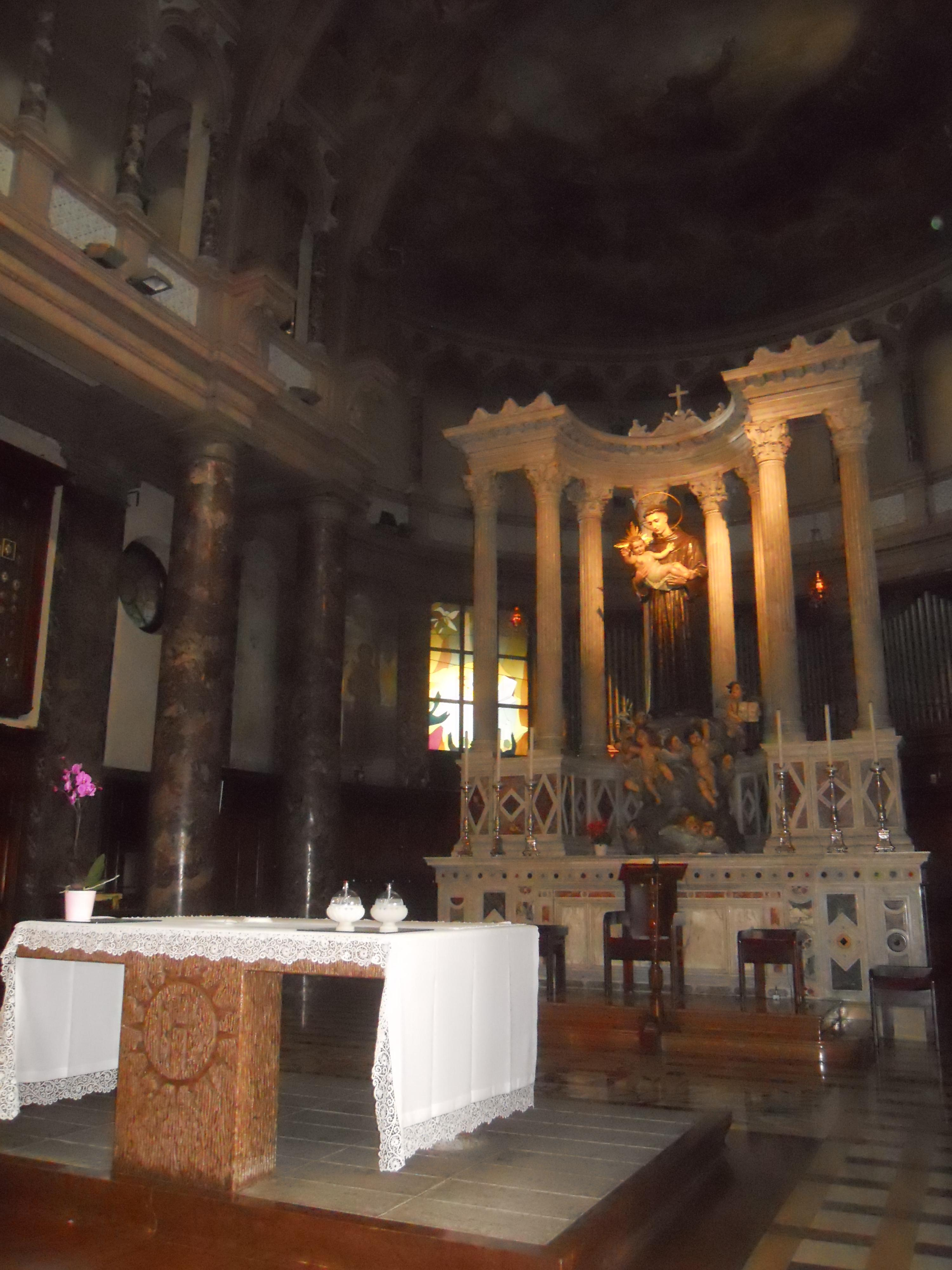
Il presbiterio
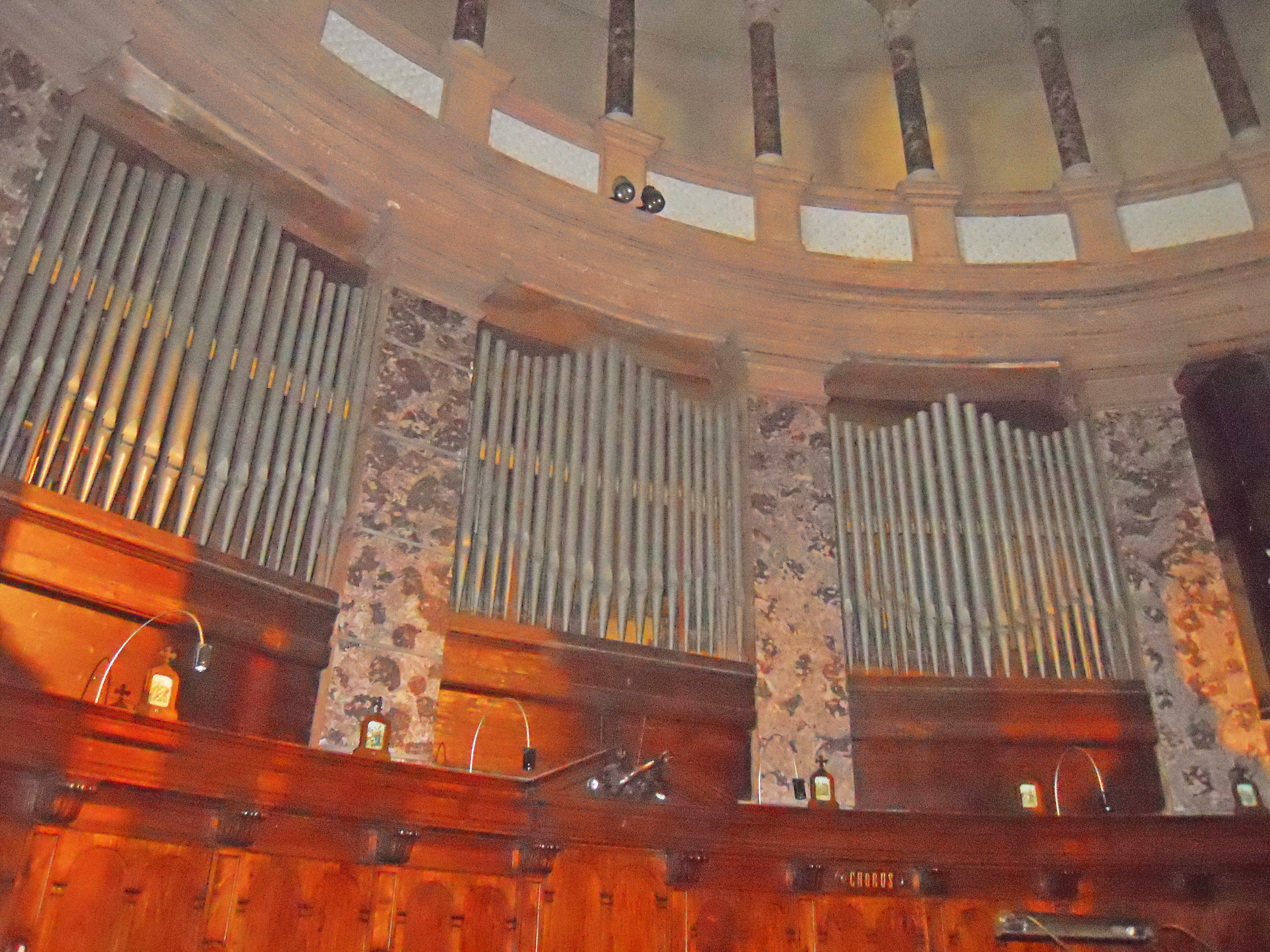
L'organo a canne

### Organo a canne
Alle spalle dell'altare maggiore, entro una nicchia all'interno della parete fondale dell'abside, si trova l'organo a canne Mascioni opus 718, costruito nel 1955.
Lo strumento è a trasmissione elettrica e conta un totale di 36 registri. L'ambiente all'interno del quale è alloggiato il materiale fonico dà sull'abside con quattro nicchie quadrangolari: le tre di sinistra hanno mostra composta da canne di principale disposte a cuspide unica con ali laterali; quella di destra è priva di mostra ed è chiusa da una vetrata policroma. La consolle, indipendente, è collocata anch'essa nell'abside, al centro del coro dei frati. Essa è priva di decorazioni e dispone di tre tastiere di 61 note ciascuna e pedaliera concavo-radiale di 32 note.